# Niederaichbach
Niederaichbach är en kommun och ort i Landkreis Landshut i Regierungsbezirk Niederbayern i förbundslandet Bayern i Tyskland.